# 4 Warszawski Batalion Strzelców Pieszych
4 Warszawski Batalion Strzelców Pieszych – pododdział piechoty 2 Brygady Strzelców Pieszych Polskich Sił Zbrojnych.

## Formowanie i zmiany organizacyjne
Formowanie rozpoczęto w Szkocji w lutym 1945. Zdolność bojową miał osiągnąć do 1 czerwca 1945. W walkach na froncie nie wziął udziału. Oficerowie wywodzili się z  I Korpusu Polskiego oraz z 4 warszawskiego pułku strzelców pieszych z 2 Dywizji Strzelców Pieszych przybyłych z internowania w Szwajcarii. Żołnierze w ok. 80% z  armii niemieckiej lub organizacji Todta, do których to wcześniej zostali przymusowo wcieleni.
Stacjonowała pierwotnie w Stonehaven-Inverurie, a następnie w Peterhead. Kultywował tradycje 4 Warszawskiego Pułku Strzelców Pieszych Wojska Polskiego we Francji

## Obsada personalna
Organizacja i obsada personalna na podstawie
dowództwo

### Dowódca batalionu
- mjr Jerzy Maciejowski

### Zastępca dowódcy batalionu
- mjr Jan Niedzielski[2]
- mjr Stanisław Stefański[2]
  - adiutant batalionu - kpt. Emil Rzechorzek
  - dowódca kompanii dowodzenia – por. Zenon Anderst
  - dowódca kompanii broni wsparcia – kpt. Kazimierz Paszkowski
  - dowódca 1 kompanii – kpt. Wiktor Wantuch
  - dowódca 2 kompanii – por. Adam Dobek
  - dowódca 3 kompanii – ppor. Mieczysław Guzewski
  - dowódca 4 kompanii – por. Józef Gut

## Znaki rozpoznawcze
- Patki: granatowe z seledynową żyłką[1]
- Otoki: granatowe[1]
- Znaki na wozach: